# 德國郵政大樓
德國郵政大樓（Post Tower）是位於德國波昂的一座摩天大樓，高162.5公尺、41層樓，是德國在法蘭克福以外的第一高樓。建築於2002年完工，同年獲得安波利斯摩天大樓獎銀獎。

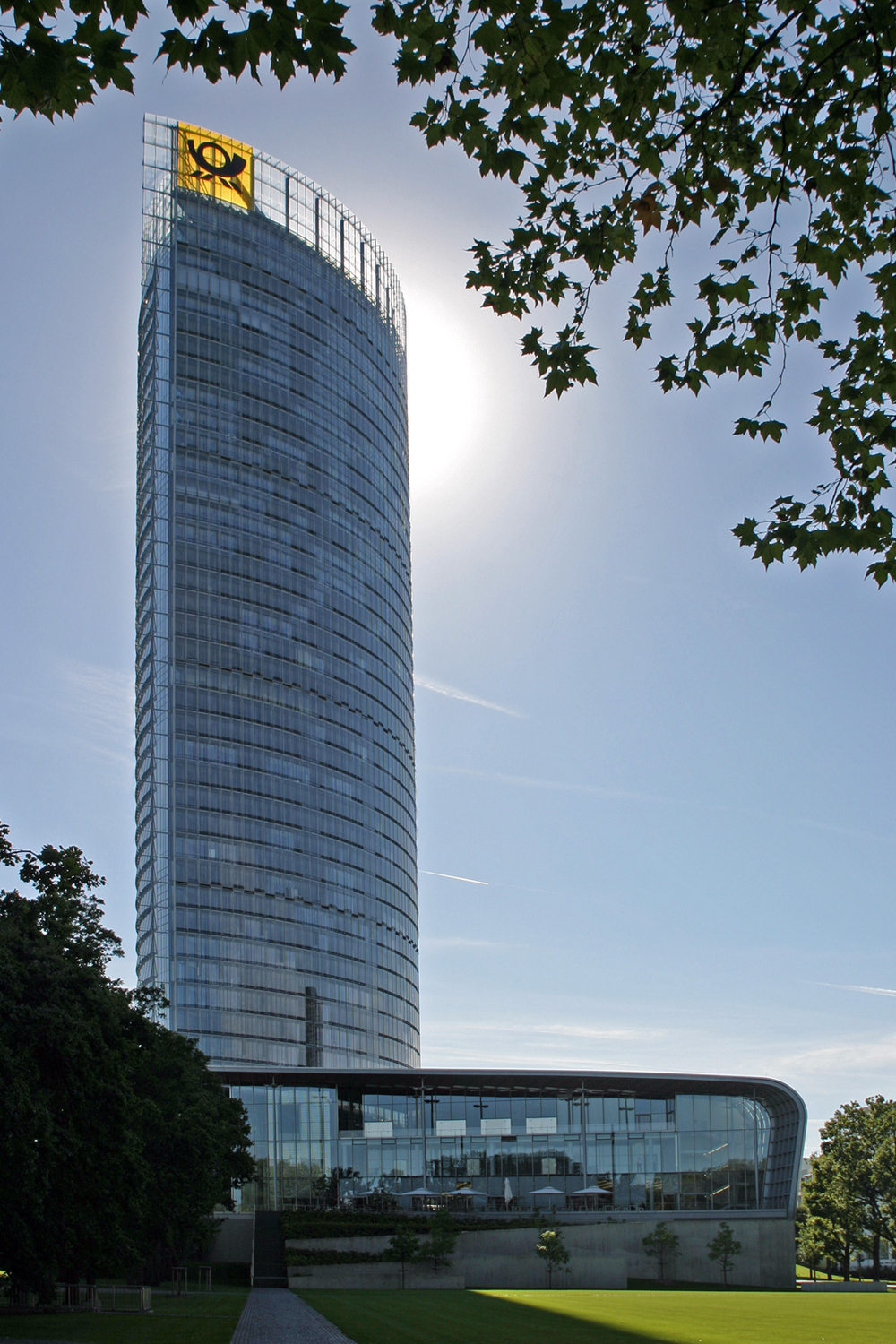
德國郵政大樓